# کالج تالادگا
کالج تالادگا یک کالج خصوصی و لیبرال با هنرهای خصوصی و تاریخی سیاه‌پوست در تالادگا، آلاباما است. این مجموعه قدیمی‌ترین کالج خصوصی سیاه‌پوست در آلاباما است و ۱۷ رشته تحصیلی دارد. کالج تالادگا توسط انجمن کالج‌ها و مدارس جنوب تأیید شده‌است.